# مارتن كولمان
مارتن كولمان (بالإنجليزية: Martin Coleman)‏ هو لاعب قذف أيرلندي، ولد في 1 أغسطس 1950 في Ballinhassig ‏ في جمهورية أيرلندا.